# Suble (Tychy)

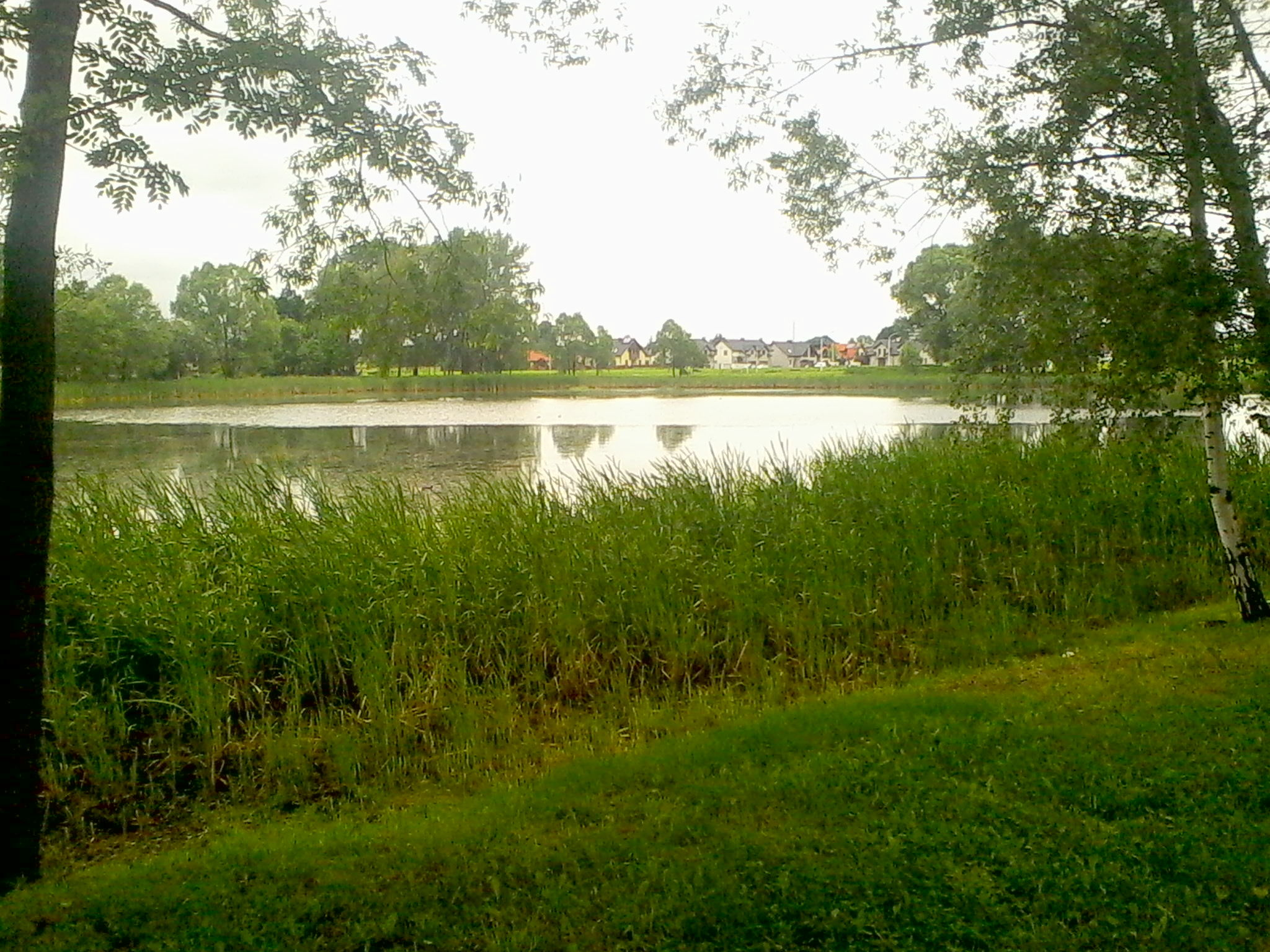
widok na Suble zachodnie

Suble – dzielnica Tychów położona w zachodniej części miasta.
Dzielnica od północy graniczy z Glinką, od południa z os. R. Ważnym miejscem spędzania czasu wolnego, imprez lokalnych jest park obok stawu Suble. Z kolei przestrzeń sacrum stanowi kościół p.w. św. Jadwigi Śląskiej.Jeden z nielicznych parków w zachodniej części miasta. Piękne alejki zachęcają do spacerowania i spędzania wolnego czasu na świeżym powietrzu. 

## Pochodzenie nazwy
Dzielnica domków jednorodzinnych położona jest w okolicach dwóch stawów Suble, od których wzięła swoją nazwę.  

## Historia
Suble to razem z Glinką dawne dzielnice chałupnicze powstałe na początku XVIII wieku jako przysiółki wsi Tychy. Dziś Suble stanowi atrakcyjną dzielnicę mieszkaniową złożoną zarówno ze starszych zabudowań, jak i z nowego budownictwa jednorodzinnego.  
Suble, a raczej Subel (początkowo jeden staw) pojawia się jeszcze wcześniej, bo w 1596 roku. Oznaczała przysiółkowe skupienie chałup
Staw Subel wymieniony został w owym 1596 roku w dokumencie, w którym Abraham Promnic, pan na Pszczynie zatwierdza posiadłość Jerzemu Kocurowskiemu z Tychów i uwalnia go od obowiązku wszelkiej robocizny na rzecz dworu.

## Mieszkańcy
W badaniach z 2009 roku w tych dzielnicach zanotowano najwyższy odsetek osób mających poczucie więzi z innymi mieszkańcami swojej dzielnicy – 84%.